# リベルプールFC
リベルプール・フトボル・クラブ（西: Liverpool Fútbol Club）は、ウルグアイの首都モンテビデオを本拠地とするサッカークラブである。現在はプリメーラ・ディビシオンに所属している。

## 歴史
1900年代初頭、ウルグアイ国内でフットボールの文化が持ち込まれてブームになるとヌエボ・パリスのカプチン神父学校の学生らが集まってチームを組織した。当時、イングランドのフットボールチーム（エヴァートンFC、サウサンプトンFC、ノッティンガム・フォレストFCなど）がモンテビデオに訪れたことで、地元のクラブチームらはその影響でリーベル・プレート、ダヌービオFC、ブリストルFCなど英語のクラブ名ないしはそれに近い音の響きのクラブ名をつけるのが流行になっていた。そこで、モンテビデオで操業する英国船のほぼすべてはリヴァプールから出航していることに着目し、学生らはイングランドの都市と同じスペル（Liverpool）のクラブ名を採用した
1915年2月15日、街の一角にある店の奥の部屋でクラブの設立が正式に決まり、初代会長にはその店の店主が選ばれた。ウルグアイサッカー協会が主催するニューカッスル・ユナイテッドFCとの親善試合で1-0の歴史的勝利を飾ると、それから1年後の1916年には2部リーグ昇格を決め、後にオリンピック代表に選ばれる選手を4人も擁したチームは、設立からわずか4年の1919年に1部昇格を果たした。
1963年には、リベルプールがプロリーグに参戦して以来初の降格を喫した。それから1966年までの3年間は2部リーグに在籍し、最終節で1部リーグ復帰を決めた。
1971年、約2ヶ月間のヨーロッパ遠征の間に12試合（3勝6分け3敗）を戦い、その最中にウルグアイのクラブとして初めて海外遠征で8試合連続無敗記録を達成した。ヴェルダー・ブレーメン戦（4-1）やセビージャ戦（2-1）のような勝利やアトレティコ・マドリードとスポルティング・リスボンらと引き分けたことで、モンテビデオは熱気に包まれ、帰国後最初の試合では25,000枚のチケットが買われた。
翌年、当時21歳だったピエリノ・ラトゥアーダがリベルプールからフランスのFCジロンダン・ボルドーに5万USドルという記録的な移籍金で移籍し、その移籍金の約3分の2を用いて新しいクラブ本部が設置された。しかし、その後成績は下がり始め、80年代には再び2部降格を経験した。
90年代に入るとルイス・バルバトが頭角を現し、GKでありながら7ゴールを決めてチームのシーズン得点王にも輝いた。
2001年から2002年までは2部でプレーしたが無敗で昇格を決めた。翌年、1部クラウスーラで2位に輝き、リベルプール史上初のリーグ得点王（アレクサンドル・メディナ）を輩出した。
2008年にエドゥアルド・ファバロが監督に就任すると、クラブ史上初のコパ・スダメリカーナ（2009年）とコパ・リベルタドーレス（2011年）の出場権を獲得した。
2023年、クラブ初の1部リーグ年間王者に輝いた。

## タイトル

### 国内タイトル
- プリメーラ・ディビシオン : 1回
  - 2023

- セグンダ・ディビシオン（1903-）：4回
  - (1919), (1937), 1966, 1987, 2002, 2014-15

※1919シーズン、1937シーズンは前身大会のディビシオナル・インテルメディア
- テルセーラ・ディビシオン（1913-）：1回
  - 1916

- スーペルコパ・ウルグアージャ：1回
  - 2020, 2023, 2024

- 中間トーナメント（スペイン語版） : 3回
  - 2020, 2023, 2024

## 現所属メンバー
2025年3月18日現在
注：選手の国籍表記はFIFAの定めた代表資格ルールに基づく。
| No. | Pos. |              | 選手名                 |
| --- | ---- | ------------ | ---------------------- |
| 2   | DF   | ウルグアイ   | マルティン・レア       |
| 4   | DF   | ウルグアイ   | ファクンド・ペルドモ   |
| 6   | MF   | ウルグアイ   | サンティアゴ・ミラノ   |
| 7   | MF   | アルゼンチン | ニコラス・バジェホ     |
| 8   | MF   | パラグアイ   | ウーゴ・キンタナ       |
| 9   | FW   | ウルグアイ   | レンソ・マチャド       |
| 10  | FW   | ウルグアイ   | アベル・エルナンデス   |
| 11  | FW   | ウルグアイ   | ファクンド・ヌニェス   |
| 13  | FW   | ウルグアイ   | アルフォンソ・デ・ルカ |
| 14  | DF   | ウルグアイ   | ジャン・ロッソ         |
| 15  | MF   | ウルグアイ   | ディエゴ・ロドリゲス   |
| 16  | FW   | ウルグアイ   | ルーカス・アコスタ     |
| 17  | FW   | ウルグアイ   | ナウエル・ソリア       |

| No. | Pos. |              | 選手名                         |
| --- | ---- | ------------ | ------------------------------ |
| 18  | DF   | ウルグアイ   | アグスティン・カジェタノ       |
| 19  | MF   | アルゼンチン | エセキエル・フォルクラ         |
| 20  | MF   | ウルグアイ   | マルティン・ラブニャル         |
| 21  | GK   | ウルグアイ   | セバスティアン・レンティネリー |
| 23  | DF   | ウルグアイ   | エンソ・カスティージョ         |
| 24  | DF   | ウルグアイ   | ケビン・アマロ                 |
| 25  | GK   | ウルグアイ   | エミリアーノ・マルケス         |
| 26  | DF   | アルゼンチン | ニコラス・カブラル             |
| 27  | DF   | ウルグアイ   | ブライアン・ベンタベリー       |
| 31  | MF   | ウルグアイ   | ルーカス・ヴァシレフスキー     |
| 32  | DF   | ウルグアイ   | フランシスコ・ブレガンテ       |
| 80  | MF   | ウルグアイ   | ゴンサロ・ナポリ               |

- 監督  ホアキン・パパ